# David Franco
David Franco Cañedo (Valladolid, 13 de octubre de 2002) es un deportista español que compite en gimnasia en las modalidades de trampolín y trampolín doble mini.
Ganó cinco medallas en el Campeonato Mundial de Gimnasia en Trampolín entre los años 2021 y 2023, y tres medallas de oro en el Campeonato Europeo de Gimnasia en Trampolín, en los años 2022 y 2024.
Además, consiguió una medalla de oro en los Juegos Mundiales de 2022, en la prueba de doble mini.

## Palmarés internacional
| Campeonato Mundial | Campeonato Mundial       | Campeonato Mundial | Campeonato Mundial |
| Año                | Lugar                    | Medalla            | Prueba             |
| ------------------ | ------------------------ | ------------------ | ------------------ |
| 2023               | Birmingham (Reino Unido) | Medalla de plata   | Equipo             |

| Campeonato Mundial | Campeonato Mundial       | Campeonato Mundial | Campeonato Mundial |
| Año                | Lugar                    | Medalla            | Prueba             |
| ------------------ | ------------------------ | ------------------ | ------------------ |
| 2021               | Bakú (Azerbaiyán)        | Medalla de bronce  | Equipo             |
| 2022               | Sofía (Bulgaria)         | Medalla de oro     | Equipo             |
| 2023               | Birmingham (Reino Unido) | Medalla de plata   | Individual         |
| 2023               | Birmingham (Reino Unido) | Medalla de plata   | Equipo             |
| Campeonato Europeo |                          |                    |                    |
| Año                | Lugar                    | Medalla            | Prueba             |
| 2022               | Rímini (Italia)          | Medalla de oro     | Individual         |
| 2022               | Rímini (Italia)          | Medalla de oro     | Equipo             |
| 2024               | Guimarães (Portugal)     | Medalla de oro     | Equipo             |